# Conseil de l'oblast de Zaporijjia
8e
Le Conseil de l'oblast de Zaporijjia est une assemblée élue de l'oblast de Zaporijjia. Elle possède 84 membres. Elle ne possède pas d'initiative législative. La durée de chaque législature est de cinq ans.

## Composition
| Législature | Élection        | Composition | Composition                                                                                     | Président                  |
| ----------- | --------------- | ----------- | ----------------------------------------------------------------------------------------------- | -------------------------- |
| 7e          | 25 octobre 2015 |             | Composition : - OB (28) - BBP (13) - NK (10) - VOB (8) - UKROP (7) - RPOL (6) - OS (6) - NP (6) | Hryhoriy Samardak          |
| 8e          | 25 octobre 2020 |             | Composition : - OP (23) - SN (19) - ES (10) - U (9) - OB (8) - ZM (en) (8) - VOB (7)            | Vitaliy Bohovin Olena Zhuk |